# Église Notre-Dame de Prégilbert
L'église de Prégilbert est située à Prégilbert, dans le département de l'Yonne, en France.

## Historique
L'édifice est classé au titre des monuments historiques en 1912.

### Références

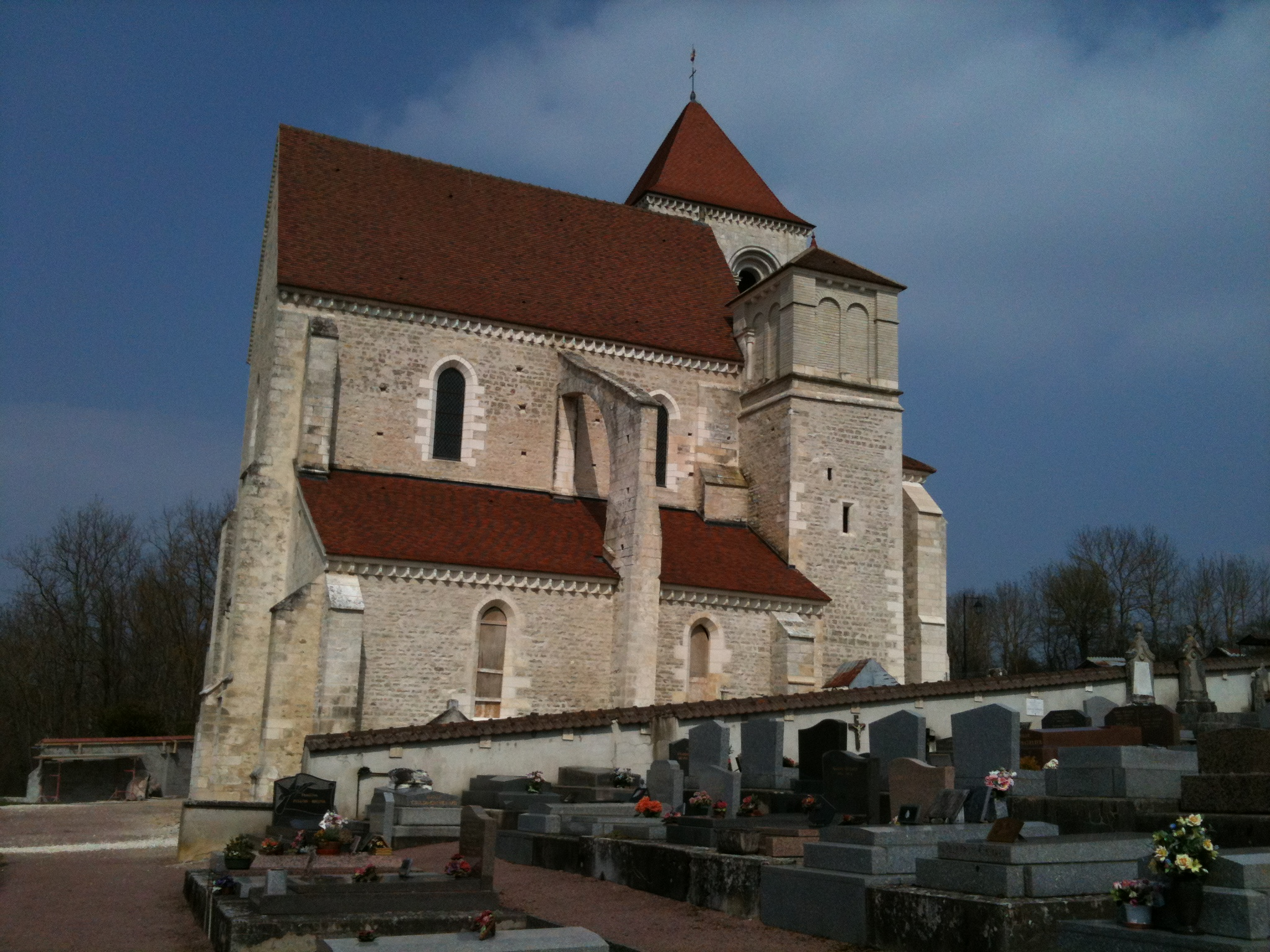
L'Église Notre-Dame de Prégilbert en 2013, vue du cimetière